# 불법원인급여
불법원인급여(不法原因給與)는 불법의 원인으로 재산을 급여하거나 노무를 제공하는 것을 말한다. 도박이나 인신매매와 같은 계약은 법의 보호를 받지 못한다. 즉 선량한 풍속 기타 사회질서에 반하는 법률행위는 무효가 된다. 이러한 행위에 기해서 급부한 자도 법의 보호를 받지 못한다. 이러한 취지에서 민법은 불법의 원인으로 말미암아 급부한자에게는 부당이득 반환청구권을 인정하지 아니한다.

## 불법의 정의
여기서의 '불법'은 부적법 일반(不適法一般)이 아니며 선량한 풍속 기타 사회질서를 위반하는 것을 의미한다고 보는 것이 판례·통설인데 때로는 반환이 인정되는 경우도 있다. 예를 들면 도박에 진 돈을 지급한 자는 그 반환을 청구하는 것이 허용되지 아니하나 도박에 진 돈을 지급하기 위하여 저당권의 설정등기를 한 자는 그 말소등기(반환)를 청구할 수 있다. 이것을 허용하지 않으면 부동산 거래가 불안정하게 되기 때문이다. 이 이외에 불법의 원인이 수익자에게만 있을 경우에도 반환을 청구할 수 있다(746조). 근래의 판례·학설은 급여자에게 다소의 불법성이 있더라도 수익자측의 불법성이 두드러진 경우에는 역시 반환을 인정하는 경향이 있다.

## 판례

### 불법원인급여에 관한 사후적인 반환약정의 효력
불법원인급여 후 급부를 이행받은 자가 별도의 약정으로 급부 그 자체 또는 그에 갈음한 대가물을 반환하기로 하는 특약을 한 경우에 그 효력이 인정된다

### 비자금 임치한 것은 불법원인급여가 아니다
반사회적 행위에 의하여 조성된 재산인 이른바 비자금을 소극적으로 은닉하기 위하여 임치한 것이 사회질서에 반하는 법률행위로 볼 수 없으므로 불법원인급여가 아니다.

## 참고 문헌
- 법률 이야기-도박장서 빌렸다 잃은 돈 안 갚아도 되나, MK뉴스, 2011.06.29
- 시사로 본 법률상식-윤락 원인으로 불법… 안 갚아도 된다, 주간동아, 2013.07.08
- 2013-10-30 "성매매 전제 보도방 선불금 '무효'…못 돌려 받는다", 법률신문  2013-10-30 보관됨 2014-08-08 - 웨이백 머신

## 같이 보기
- 대한민국 민법 제746조
- 대한민국 민법 제103조
- 부당이득